# (35753) 1999 GE45
1999 GE45 (asteroide 35753) é um asteroide da cintura principal. Possui uma excentricidade de 0.09951250 e uma inclinação de 8.29060º.
Este asteroide foi descoberto no dia 12 de abril de 1999 por LINEAR em Socorro.